# Austrocylindropuntia pachypus
Austrocylindropuntia pachypus es una especie de planta suculenta perteneciente al género Austrocylindropuntia, dentro de la familia Cactaceae. Es endémica del oeste de Perú. 

## Descripción

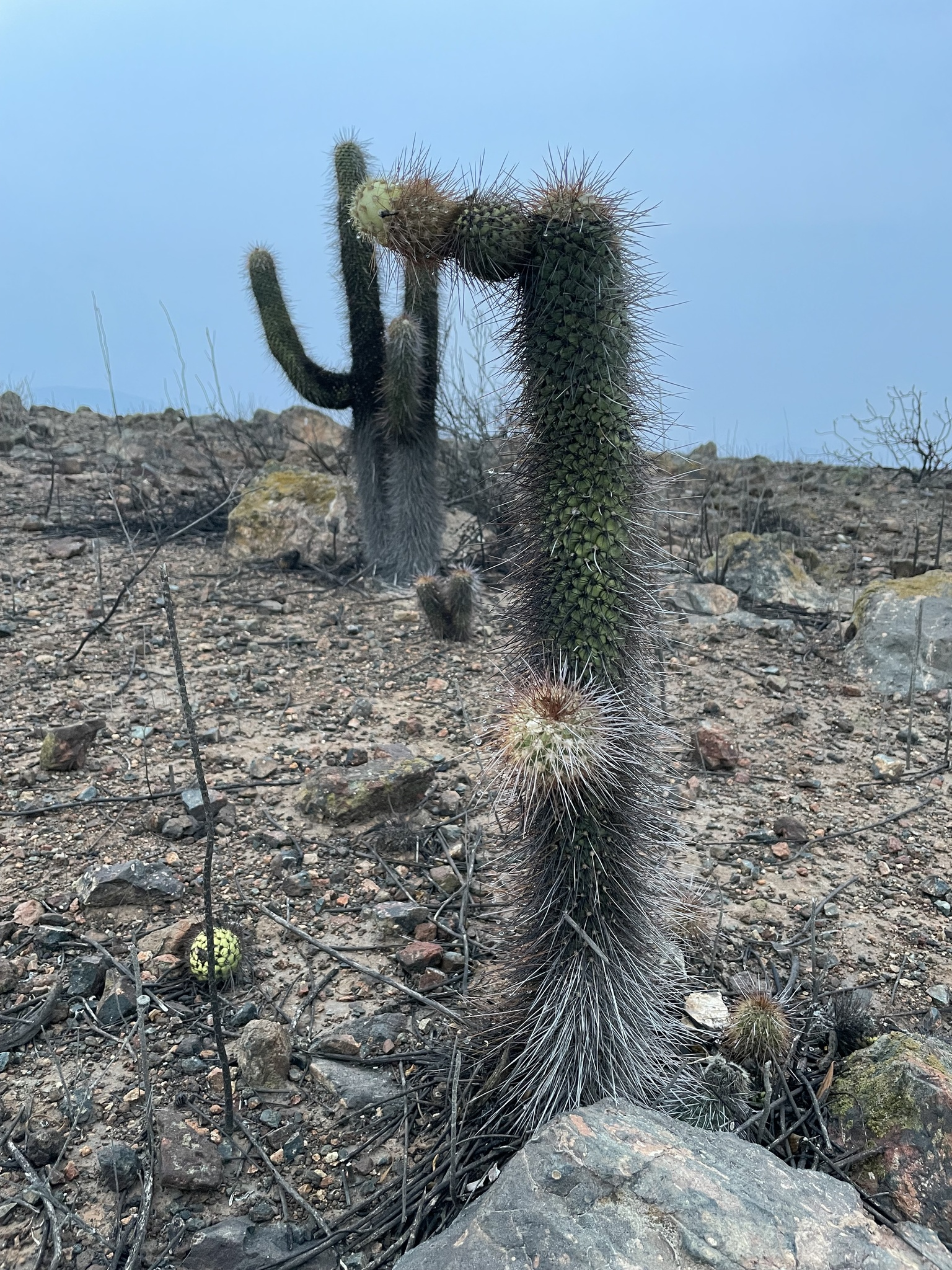
Planta en su hábitat

Austrocylindropuntia pachypus es una especie de cactus que crece de forma solitaria, con poca o ninguna ramificación en la base. Sus tallos son articulados, cilíndricos y de color verde. Cada segmento puede alcanzar hasta 1 m de longitud y 8 cm de diámetro.
Los tallos presentan una serie de tubérculos dispuestos en espiral. En ellos se sitúan areolas grandes y poco espaciadas, con 20 o más espinas de hasta 2 centímetros de largo, aunque algunas de las espinas centrales pueden ser más largas.
Las flores son de color rojo brillante y miden hasta 7 cm de largo. Su pericarpelo es largo y engrosado, por lo que parece un pequeño brote lateral.

## Distribución y hábitat
El área de distribución nativa de esta especie es el oeste de Perú y crece principalmente en biomas desérticos o de matorrales secos, entre 0 y 500 m sobre el nivel del mar.

## Taxonomía
La primera descripción de esta especie fue como Opuntia pachypus, publicada en 1904 por el botánico alemán Karl Moritz Schumann en la revista científica Monatsschrift für Kakteenkunde 14: 26.
Más tarde, el botánico alemán Curt Backeberg trasladó la especie al género Austrocylindropuntia, por lo que pasó a llamarse Austrocylindropuntia pachypus. Registró estos cambios en la revista Cactaceae. Jahrbücher der Deutschen Kakteen-Gesellschaft 1941 (2): 13, publicada en 1942.
Etimología
- Austrocylindropuntia: nombre genérico que deriva de la palabra latina auster (que significa 'sur') y el género Cylindropuntia, con el que algunas especies del género tienen similitudes. Así, el nombre de Cylindropuntia deriva de la palabra griega kýlindros (que significa 'cilindro') y el género Opuntia, (con el que el género tiene similitudes), haciendo referencia a la forma cilíndrica de los tallos de las plantas.[5]
- pachypus: epíteto específico que deriva de las palabras griegas: pachys (que significa 'grueso' o 'gordo') y pous (que significa 'pie'), haciendo referencia al largo pericarpelo engrosado que hay presente en las flores de esta especie.[6]

## Estado de conservación
En la Lista Roja de Especies Amenazadas de la UICN, la especie está clasificada como "Casi Amenazada (NT)".

## Usos
Se cultiva principalmente como planta ornamental y su propagación se realiza normalmente a través de esquejes o semillas.

## Galería

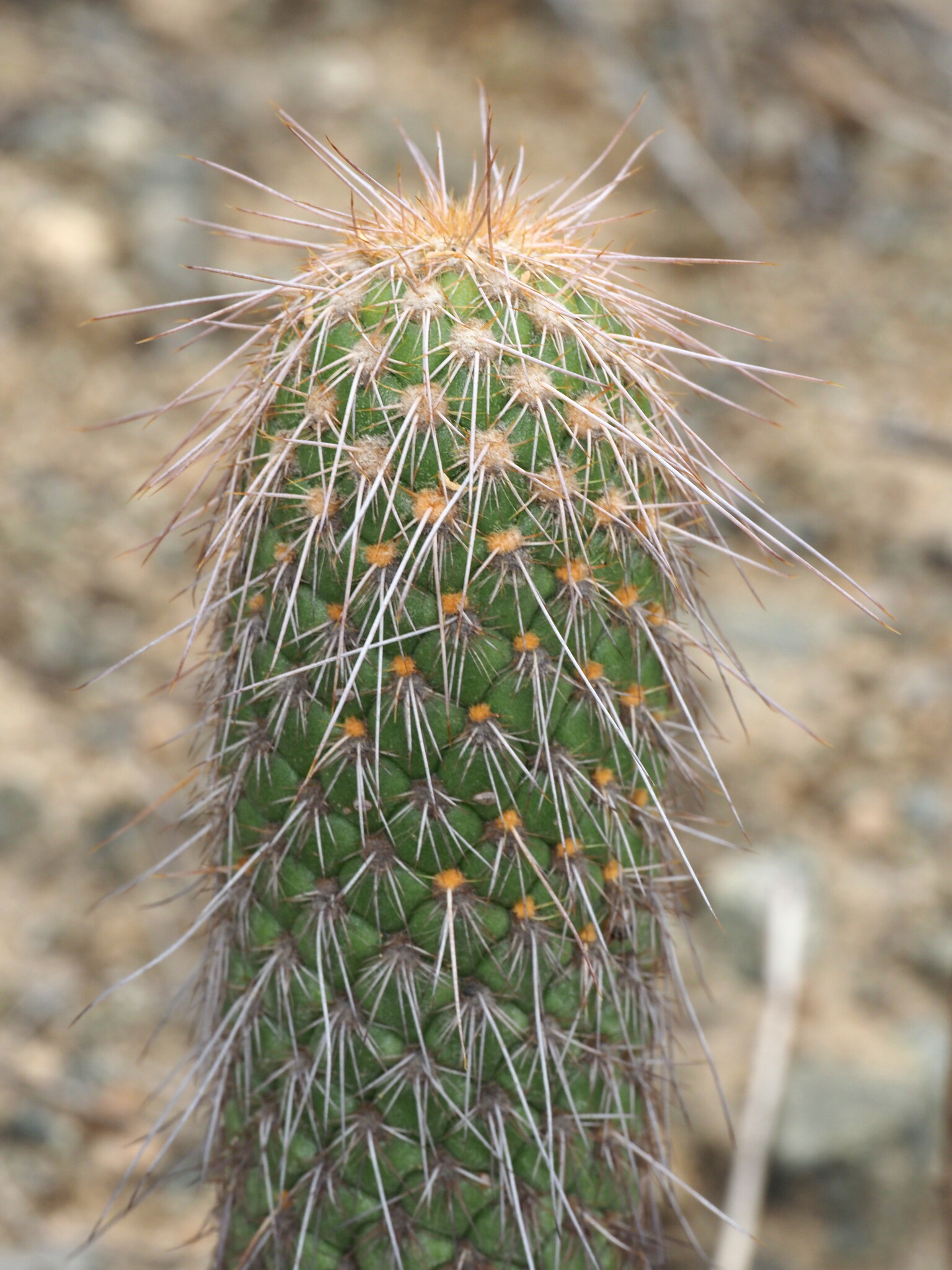
Detalle de las espinas
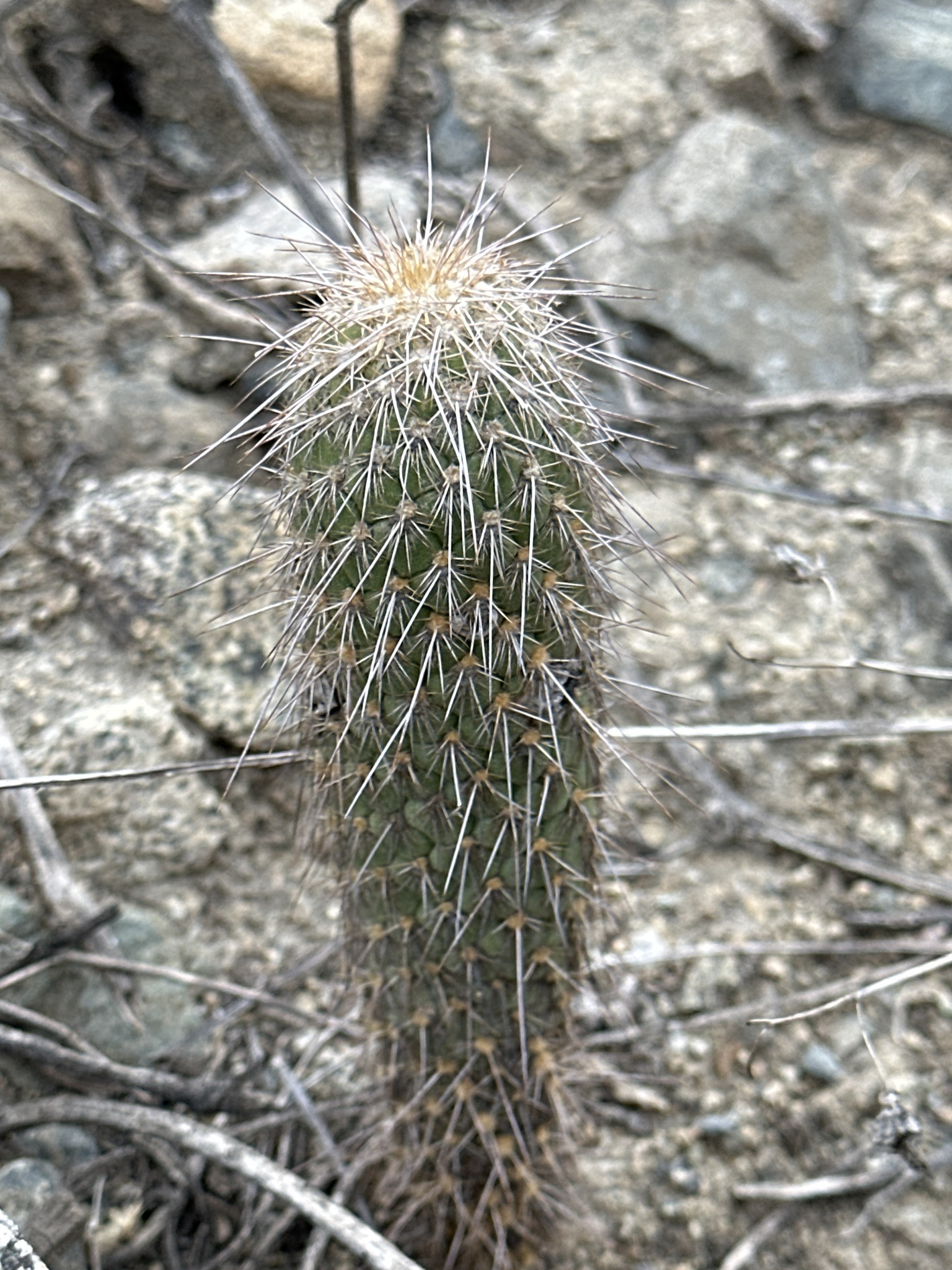
Planta en su hábitat
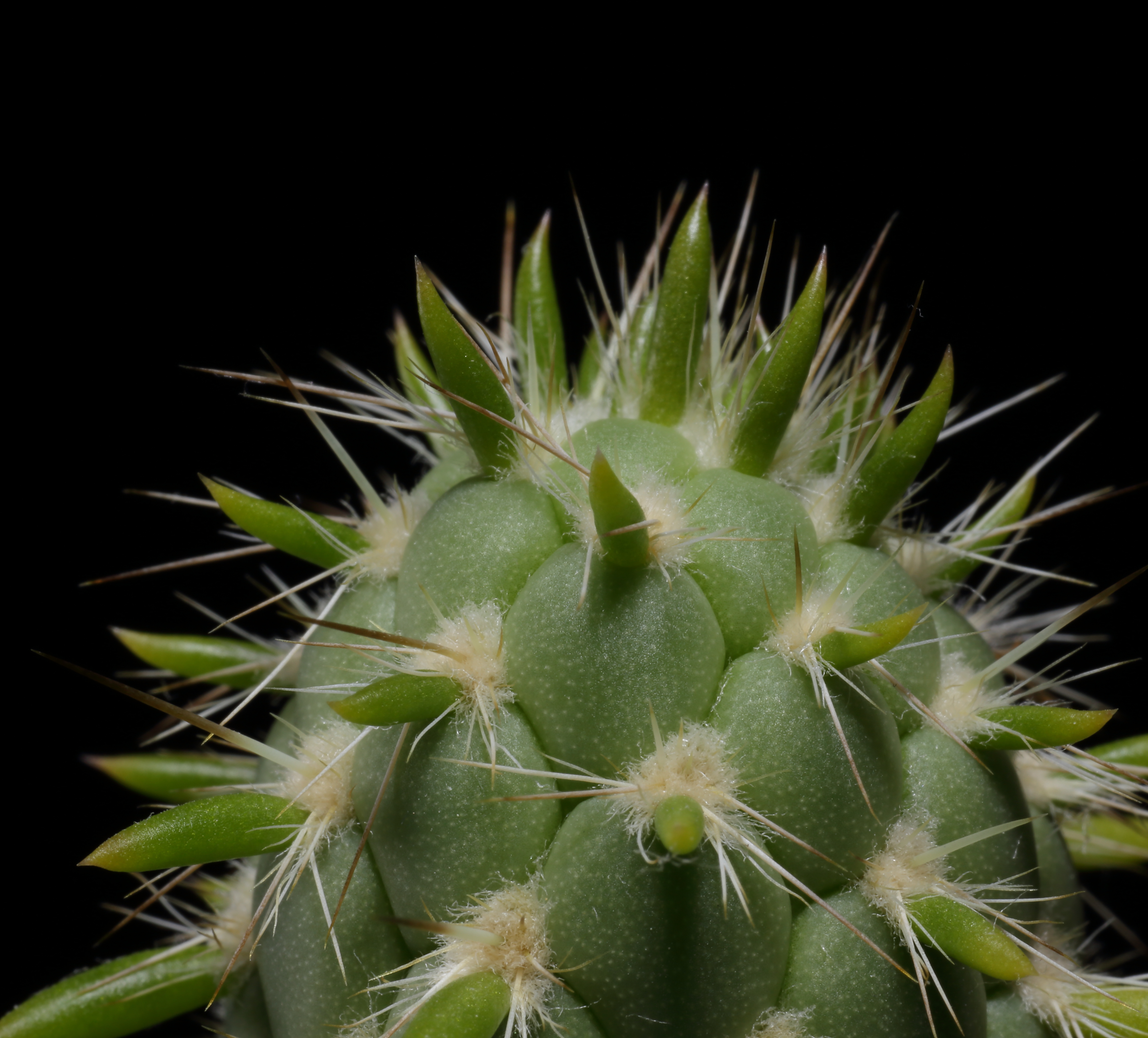
Detalle de las hojas
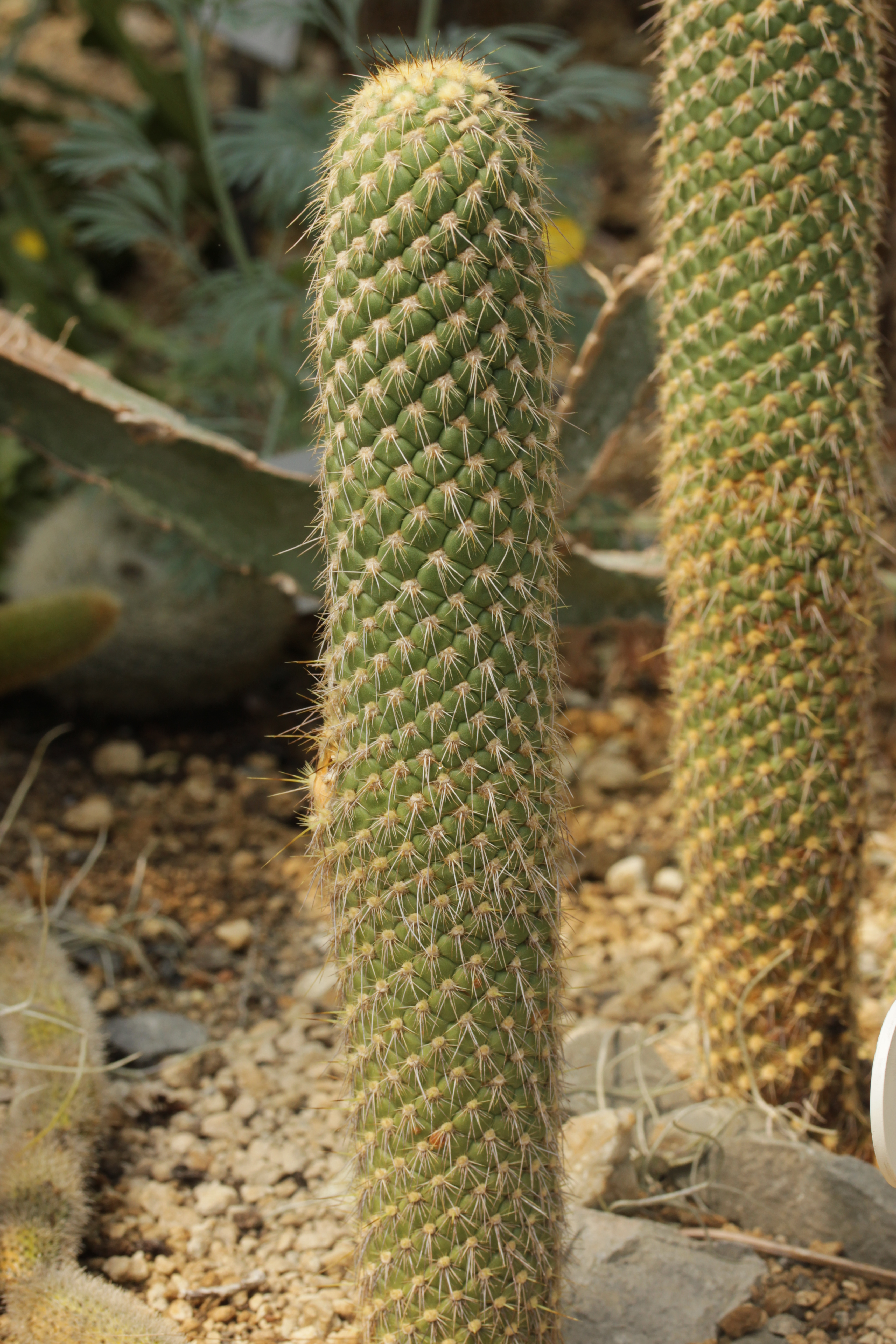
Porte de la planta